# Lucia Ondrušová
Lucia Ondrušová (* 10. Mai 1988 in Žilina) ist eine slowakische Fußballspielerin.

## Karriere

### Verein
Ondrušová begann ihre Karriere in der Jugend des OŠK Marianka. Nachdem sie in Marinaka alle Jugendteams bis zur C-Jugend durchlaufen hatte, wechselte sie 2003 zum ŠK Slovan Bratislava, dort wurde sie im Dezember 2003 in die Seniorenmannschaft befördert. Nach einem halben Jahr auf Seniorenebene verließ sie den ŠK Slovan Bratislava und wechselte zum Stadtrivalen PVFA Bratislava. Nach zwei Jahren bei PVFA kehrte sie im Sommer 2006 zu Slovan Bratislava zurück. Am 20. Juli 2007 kehrte Ondrušová der Slowakei den Rücken und wechselte in die tschechische 1. Liga zum Sparta Prag. Im Sommer 2012 kehrte sie für drei Monate auf Leihbasis zum SK Slovan Bratislava zurück. Nach einer Verletzungsserie bei Sparta wurde sie am 3. Oktober 2012 bereits von Slovan zurückgeholt. Im Januar 2013 verließ sie endgültig Sparta Prag und wechselte in die tschechische 2. Liga zum FK Bohemians Prag. Nachdem Ondrušová verletzungsbedingt nur zu sechs Einsätzen für FK Bohemians Prag gekommen war, dabei aber 13 Tore erzielt hatte, wechselte sie zum Schweizer Nationalliga-A-Verein FC Neunkirch. Dort spielte sie gemeinsam mit ihren Nationalmannschaftskolleginen Dana Fecková, Lucia Šušková und Kristina Cerovská. Nachdem im Sommer 2017 der FC Neunkirch sich vom Spielbetrieb abgemeldet hatte, wechselte sie zum Ligarivalen FC Basel. Sie kam verletzungsbedingt nur zu fünf Einsätzen und schloss sich Anfang Juli 2018 in der Serie A dem ASD CF Bardolino an.

### Nationalmannschaft
Ondrušová ist A-Nationalspielerin der slowakischen Fußballnationalmannschaft der Frauen. Am 18. Februar 2021 machte sie als erste Slowakin ihr 100. Länderspiel.

## Erfolge
- Tschechische Meisterin 2007/2008, 2009/2010, 2010/2011, 2011/2012
- Tschechische  Pokalsiegerin 2011/2012
- Slowakische Meisterin 2015/2016